# Miss Universo 1981
Miss Universo 1981 foi a 30ª edição do concurso, realizada no Minskoff Theatre, Nova York, EUA, no dia 20 de julho daquele ano. Setenta e seis candidatas participaram do evento, apresentado por Bob Barker da rede CBS e vencido pela venezuelana Irene Sáez.
Inicialmente marcado para acontecer na Cidade da Guatemala, ele foi transferido para Nova York por razões políticas e econômicas. Programado para o Madison Square Garden, devido ao pouco interesse do público e da imprensa ele foi mais uma vez transferido, desta vez para a Broadway, no Teatro Misnkoff, de apenas 1600 lugares.
Esta edição, além de iniciar a queda da popularidade do concurso, principalmente nos Estados Unidos, trouxe o início de uma decadência e de uma ascensão nacionais. A edição que viu pela última vez uma grande disputa latina entre o Brasil e a Venezuela nesta era, testemunhou o início da decadência do Brasil como a até então principal potência latino-americana e viu o início da ascensão da Venezuela, que nas décadas seguintes se tornaria uma das maiores potências mundiais em eventos deste tipo. O Brasil, que até então tinha obtido duas coroas, quatro segundos lugares e um grande número de classificações nos Top 5 e Top 10, viu a Miss Brasil Adriana Alves de Oliveira ser a última brasileira a se classificar no Top 5 nos próximos 26 anos.
Ao mesmo tempo, este ano viu a Venezuela coroar sua segunda Miss Universo em três anos, sua segunda Miss Mundo – vencendo os dois principais concursos no mesmo ano – e foi o início da fama e do respeito internacional por Osmel Sousa, o homem que comanda a Organización Miss Venezuela, maior responsável pela longa lista de venezuelanas vencedoras do Miss Universo e dos demais concursos internacionais de maior ou menor importância. e que em 2009 entraria para o Livro Guiness de Recordes como a única nação a coroar duas Miss Universo consecutivas, em 2008 e 2009.

## Evento
Apesar de Nova York ter sido a base de divulgação e ponto de encontro de muitas participantes internacionais do Miss Universo nos anos e décadas anteriores, esta foi a primeira vez que o evento em si foi realizado na cidade. Realizado no coração da Broadway, o evento contou com vários shows musicais dos espetáculos então em cartaz e foi aberto ao som de "New York, New York" cantado por todas as candidatas juntas no palco. O júri da edição foi um dos que contou com o maior número de celebridades mundiais, entre elas Pelé, Julio Iglesias, Lee Majors, Sammy Cahn, a estrela da ópera Anna Moffo e a Miss Universo 1964, Corinna Tsopei, então também uma atriz de renome internacional. A atriz alemã Elke Sommer foi a responsável pelos comentários durante o concurso.
O grupo de misses, porém, é considerado um dos mais pífios da história, o que é confirmado pelas baixas notas recebidas por quase todas durante as avaliações preliminares em maiô. Vinte e três anos mais tarde,em 2004, quando o Miss Universo foi realizado em Quito, no Equador, a Miss Equador 1981, Lucia Urjelles, deu uma entrevista a um jornalista local, dizendo que só tinha conseguido ir tão longe no concurso daquele ano porque, segundo ela, "a maioria das outras candidatas eram horríveis". Durante os vinte dias que as participantes participaram de todas as etapas em Nova York, duas delas destacaram-se aos olhos dos fãs e da imprensa, a Miss Venezuela Irene Sáez e a Miss Brasil Adriana Alves de Oliveira. A Miss USA, Kim Seelbrede, também tornou-se uma favorita do público local. Como quase sempre ocorria, as misses negras e as asiáticas reclamavam da pouca atenção que lhes era dada pela imprensa e até acusações de racismo contra jornalistas e contra a organização foram levantadas pela Miss Ilhas Virgens Britânicas, Carmen Nibbs, depois de serem conhecidas as Top 12, das quais dez eram loiras e nenhuma das outras duas era asiática ou negra.
Um dos fatos mais pitorescos ocorridos durante a final, foi a reclamação de uma miss latina que não falava inglês, e que ao ser entrevistada por Bob Barker e instada a dizer ao menos duas palavras que conhecesse do idioma, gritou: "No chicken!", sendo imediatamente aplaudida por todas as outras  misses. A questão envolvida é que, durante os longos e cansativos dias de ensaio da apresentação final, as representantes da América Latina reclamavam muito que a única coisa que lhes era constantemente servida como refeição era salada de batatas, galinha e refrigerante ; e a única coisa que vinha quente era a soda.

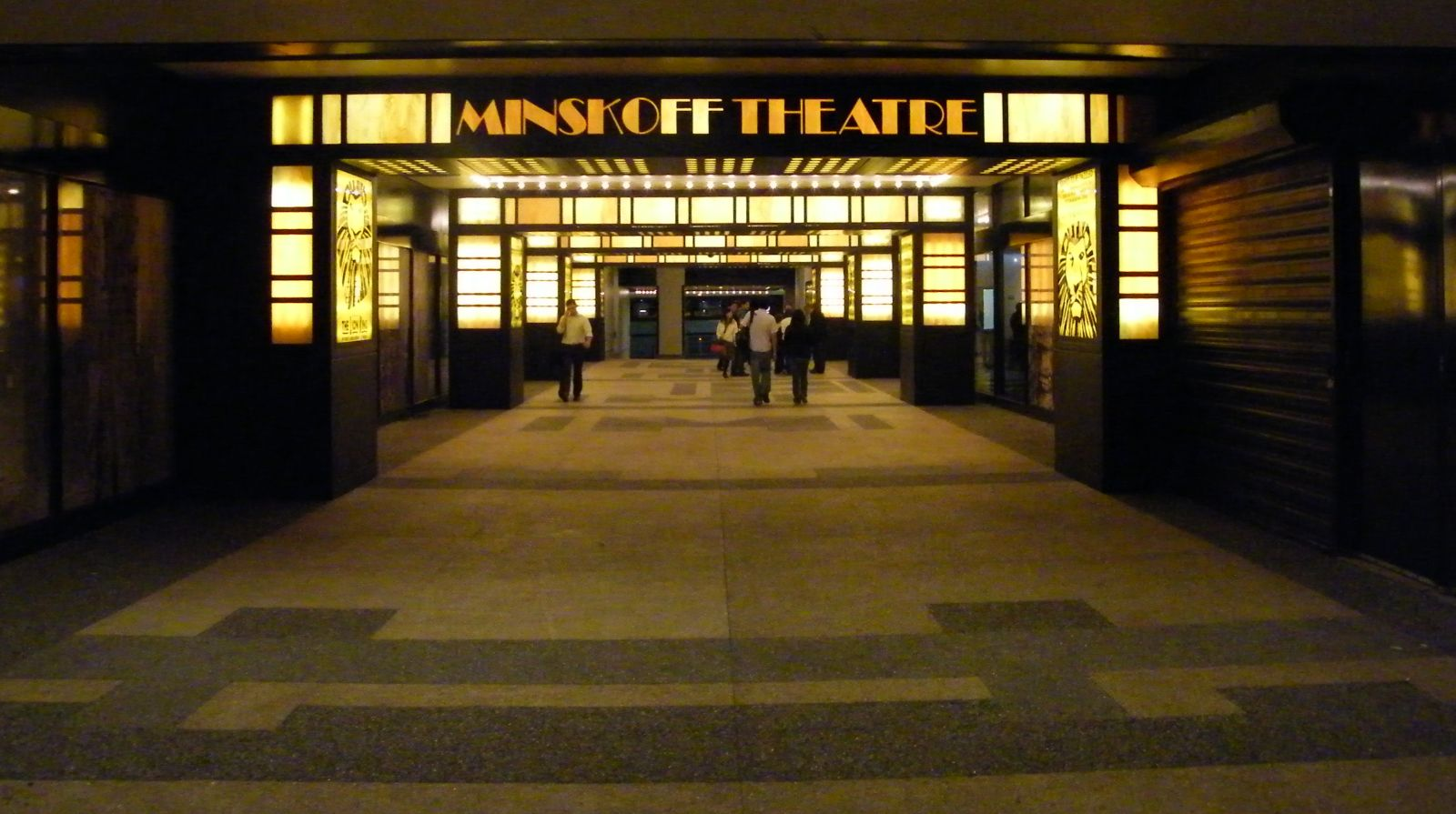
Entrada do Minskoff Theatre, onde se realizou o concurso.

Entre as doze semifinalistas anunciadas, estavam, entre outras além de Venezuela e Brasil, as misses Noruega, EUA, Suécia, Bélgica, Canadá, Equador, Alemanha e Tahiti. Irene Saéz liderou todas as etapas de pontuação da competição, tornando-se a clara favorita do público. A outra favorita e que muitos viam como a mais bonita das participantes, a Miss Brasil, descontrolou-se nos estágios finais e ao entrar nas Top 5, chorando nervosamente, perdeu a compostura e a aparência necessárias e acabou apenas no quarto lugar, atrás da Suécia e do Canadá, a segunda colocada que deu uma bela resposta à pergunta final. Sáez conquistou a coroa da antecessora americana Shawn Weatherly, sendo a segunda venezuelana coroada em três anos, depois de Maritza Sayalero, a Miss Universo 1979.
Após o resultado, a Miss Costa Rica, declarou à imprensa em nome do grupo de latinas, que Adriana Oliveira era a favorita delas para vencer e não Irene Sáez e protestavam por isso. Entretanto, um fato ficou claro para todos na diferença entre as duas: enquanto a brasileira se juntava ao grupo de reclamantes sobre a qualidade da comida e a quantidade de horas de ensaio, Sáez, além da grande beleza física em quase 1,80 m, nunca abriu a boca para reclamar de nada, sempre mantendo-se elegante em sua postura, discreta e focada desde o primeiro dia da competição. Ali começou a aparecer a todos os que acompanhavam de perto os concursos de beleza, o trabalho de Osmel Sousa com suas misses - a primeira diretamente sob seus cuidados, Sayalero, venceu o Miss Venezuela e o Miss Universo dois anos antes. No Brasil, ao invés de reclamar do resultado, a imprensa começava a apontar uma necessidade de melhor escolha e preparação de suas representantes, corpo e mente.
Irene Sáez reinou durante um ano, mostrando-se uma competente e profissional Miss Universo. Anos depois, abraçou a política em seu país, elegendo-se prefeita de Chacao, governadora do estado de Nueva Esparta - com 70% dos votos, a maior percentagem da história da democracia venezuelana - e chegando a concorrer à presidência da Venezuela em 1998, contra o então vencedor Hugo Chávez.

## Resultados
| Colocação                | Candidata | País                                                                            |
| ------------------------ | --- | ------------------------------------------------------------------------------- |
| Miss Universo 1981       | Irene Sáez | Venezuela                                                                       |
| 2º lugar                 | Dominique Dufour                                                                                                 | Canadá                                                                          |
| 3º lugar                 | Eva Lundgren | Suécia                                                                          |
| 4º lugar                 | Adriana Alves de Oliveira                                                                                        | Brasil                                                                          |
| 5º lugar                 | Dominique Eeckhoudt                                                                                              | Bélgica                                                                         |
| Semifinalistas (Top 12): | Tatiana Teraiamano Mona Olsen Marion Kurz Ingrid Johanna Schouten Kim Seelbrede Lucía Urjelles Donella Clemmence | Taiti · Noruega · Alemanha · Holanda · Estados Unidos · Equador · Nova Zelândia |
| Premiações especiais     | |                                                                                 |
| Miss Simpatia            | Linda Smith | Bahamas                                                                         |
| Miss Fotogenia           | Tina Brandstrup                                                                                                  | Dinamarca                                                                       |
| Melhor Traje Típico      | Adriana Alves de Oliveira                                                                                        | Brasil                                                                          |

## Jurados[6]
- Corinna Tsopei – Miss Universo 1964
- Pelé
- Julio Iglesias
- Lee Majors
- Sammy Cahn – músico e compositor
- Anna Moffo – cantora de ópera
- Mary McFadden – estilista
- David Merrick – produtor teatral
- Chang Kang Jae – jornalista sul-coreano
- LeRoy Neiman – pintor e artista plástico
- Lorin Hollander – ator
- Itzhak Kol – presidente do United Studios de Israel

## Candidatas
Em negrito, a candidata eleita Miss Universo 1981. Em itálico, as semifinalistas.
| - África do Sul - Daniela di Paolo - Alemanha - Marion Kurz (SF) - Argentina - Susana Reynoso - Aruba - Synia Reyes - Austrália - Karen Sang - Áustria - Gudrun Gollop - Bahamas - Linda Teresa Smith (MS) - Bélgica - Dominique Van Eeckhoudt (5°) - Belize - Ivette Zabaneh - Bermudas - Cymone Tucker - Bolívia - Vivian "Maricruz" Zambrano - Brasil - Adriana Alves de Oliveira (4°) - Canadá - Dominique Dufour (2°) - Chile - Maria Soledad Arellano - Chipre - Katia Angelidou - Singapura - Florence Tan - Colômbia - Ana Puerta - Coreia do Sul - Lee Eun-jung (3° TT) - Costa Rica - Rosa Solis Vargas - Curaçao - Maria Croes - Dinamarca - Tina Brandstrup (MF) - Equador - Lucía Urjelles (SF) - Escócia - Anne McFarlane - Espanha - Francisca "Paquita" Otero - Estados Unidos - Kim Seelbrede (SF) - Fiji - Lynn McDonald - Filipinas - Maria Caroline Mendoza - Finlândia - Merja Varvikko - França - Isabelle Benard - Gibraltar - Yvette Dominguez - Grécia - Maria Nikouli - Guadalupe - Rosette Bivuoac - Guam - Bertha Harmon - Guatemala - Yuma Orellana - Holanda - Ingrid Schouten (SF) - Honduras - Leslie Davila - Hong Kong - Doris Pui Gi - Ilhas Caimã - Donna Myrie | - Ilhas Virgens Americanas - Marise James - Ilhas Virgens Britânicas - Carmen Nibbs - Índia - Rachita Kumar - Inglaterra - Joanna Longley - Irlanda - Valerie Roe - Islândia - Elisabet Traustadóttir - Israel - Dana Wexler - Itália - Anna Maria Kanakis - Japão - Mineko Orisaku - Malásia - Audrey Yin Fong - Malta - Susanne Galea - Marianas Setentrionais - Juanita Mendiola - Martinica - Ghislaine Jean-Louis - México - Judith Hicks - Namíbia - Antoinette Anuza - Noruega - Mona Olsen (SF) - Nova Zelândia - Donella Thomsen (SF) - País de Gales - Karen Stannard - Panamá - Ana Maria Valdes - Paraguai - Maria Isabel Caras - Peru - Gladys Cansino - Porto Rico - Carmen Lotti - Portugal - Ana Paula Machado Moura - República Dominicana - Fausta Veras - Reunião - Patricia Abadie - Samoa - Lenita Schwalger - São Cristóvão e Neves - Marva Warner - Sri Lanka - Renuka Jesudhason - Suécia - Eva Lundgren (3°) - Suíça - Bridget Voss - Tailândia - Massupha Karbprapun - Taiti - Tatiana Teraiamano (SF) - Transkei - Kedibone Letlaka - Trinidad e Tobago - Romini Samaroo - Turcas e Caicos - Frances Rigby - Turquia - Senay Unlu - Uruguai - Griselda Anchorena - Venezuela - Irene Sáez (1°, 2° TT) |

## Fatos
- Até poucos dias antes da noite final televisionada, durante as preliminares, 77 candidatas competiam no concurso. Há uma semana da final, a Miss Ilhas Maurício retirou-se da competição por saudades da família e voltou para casa.[8]

- Não competiram a representante de Hong Kong Irene Lo Kam-Sheung, obrigada a se retirar por ter na época 25 e não 22 anos, a indonésia Rossje Soeratman, a papuásia Jennifer Abaiyjah, a Miss Santa Lúcia e a são-vicentina Marsha Ann Morris.[7]

## Transmissão televisiva
No Brasil, o concurso foi transmitido pela rede provisória entre a TVS do Rio de Janeiro e a TV Record São Paulo, após a cassação das concessões da Rede Tupi, em 18 de julho do ano anterior. 